# Hautecour (Savoie)
Hautecour is een gemeente in het Franse departement Savoie (regio Auvergne-Rhône-Alpes) en telt 294 inwoners (2005). De plaats maakt deel uit van het arrondissement Albertville.
In Hautecour is een permanente kunstroute ingericht die bezoekers in ongeveer 4 km de bergen invoert langs diverse kunstwerken. 

## Geografie
De oppervlakte van Hautecour bedraagt 11,8 km², de bevolkingsdichtheid is 24,9 inwoners per km².
De onderstaande kaart toont de ligging van Hautecour (Savoie) met de belangrijkste infrastructuur en aangrenzende gemeenten.

## Demografie
Onderstaande figuur toont het verloop van het inwonertal (bron: INSEE-tellingen).